# Passage blues festival
Le Passage Blues Festival est un festival qui a lieu dans la ville Le Passage (Lot-et-Garonne) près d'Agen.
En 2005, l’association Aventure Blues Complice, organisatrice des Blues Station de Tournon d’Agenais a lancé un festival international de blues sur l’agglomération agenaise, et proposait à la ville de Le Passage et à la Communauté d’Agglomération Agenaise de soutenir ce projet culturel musical.
Les collectivités ont répondu favorablement à la mise en place d’un partenariat. Ce festival a accueilli entre autres Angela Brown et Larry Garner en 2006, Big George Brock et Jacky Payne en 2007